# Fuk'anggan
Fuk'anggan (Manchu:ᡶᡠᠺᠠᠩᡤᠠᠨ, Möllendorff: fuk'anggan; en chino, 福康安; pinyin, Fúkāng'ān; 1753-1796), de nombre de cortesía Yaolin (fue un noble y militar manchú al servicio de la dinastía Qing. Era miembro del clan Fucha (富察) y del Estandarte del Borde Amarillo de los Ocho estandartes.

## Biografía
El padre de Fuk'anngan, Fuheng, era el hermano de la emperatriz Xiaoxianchun, y sirvió como ministro de estado a mediados del reinado del emperador Qianlong. Fuk'anggan ostentó varios cargos importantes en el gobierno de Qianlong, incluyendo los de virrey de Liangjiang y virrey de Liangguang.
Fue un militar de éxito. La rebelión salar de Jahriyya, que había estallado en Gansu en 1781, fue finalmente suprimida por Fuk'anggan junto con Agui and Li Shiyao en 1784. Fuk'anggan fue llamado a intervenir en la misma cuando Heshen fue relevado de su mando a cargo de las tropas que Qianlong había enviado a Gansu en 1781 a fin de sofocar la rebelión.
En 1787, 300.000 personas se unieron a la rebelión de Lin Shuangwen en Taiwán. Fuk'anggan fue enviado a sofocar la rebelión con un ejército de 20.000 tropas, y de nuevo triunfó sobre los rebeldes. En 1790, el reino ghurka de Nepal invadió Tíbet, lo que forzó a Jamphel Gyatso, el octavo dalái lama, a huir de Lhasa y pedir ayuda al gobierno Qing. Qianlong nombró a Fuk'anggan comandante en jefe de la campaña tibetana. Fuk'anggan expulsó a los ghurka del Tíbet, restituyó Lhasa al Dalai Lama, y conquistó la capital nepalí de Nuwakot. Esto forzó la rendición de los ghurka, con los que negoció una paz que les prohibía relacionarse con las potencias occidentales, lo que facilitó el aislamiento histórico del Tíbet.
En 1795, Qianlong lo envió a sofocar la rebelión del Loto Blanco. Con tropas mal entrenadas y poco preparadas para atacar a los rebeldes, apenas pudo hacer nada para sofocar la rebelión. Fuk'anggan murió de fiebres el 2 de iunio de 1796 en Jishou, en la actual Hunan, tras una extenuante marcha militar y batalla contra los rebeldes de la zona.

## Títulos
- 1776–1784: Barón Jiayong de Tercer Rango (三等嘉勇男)
- 1784–1787: Marqués Jiayong de Primer Rango (一等嘉勇侯)
- 1787–1793: Duque Jiayong de Primer Rango (一等嘉勇公)
- 1793–1796: Duque Zhongrui Jiayong (忠銳嘉勇公)
- Título póstumo: Príncipe Jiayong de Segundo Rango (嘉勇郡王)
- Nombre póstumo: Wenxiang (文襄)